# Universidad Eötvös Loránd
La Universidad de Budapest (en húngaro: Eötvös Loránd Tudományegyetem ELTE) es una de las más antiguas universidades de Hungría. Fue fundada en 1635, recibe su nombre en honor al físico Loránd Eötvös.

## Historia
La Universidad Eötvös Loránd fue fundada en 1635 en la ciudad de Nagyszombat (ubicada actualmente en Eslovaquia) por el arzobispo y teólogo Pedro Pázmány, y cedida a los jesuitas. En estos primeros años, la universidad solo tenía dos facultades: la de Letras y la de Teología. La facultad de Derecho se añadió en 1667, y la de Medicina en 1769. Tras la supresión de la Compañía de Jesús por parte del papa Clemente XIV en 1767, la universidad se trasladó a Buda en 1777, de acuerdo con los deseos de su fundador. Finalmente, la ELTE encontró su ubicación definitiva en Pest en 1784. La educación siguió impartiéndose en latín hasta 1844, en que se introdujo el húngaro como lengua oficial. Las mujeres fueron admitidas por primera vez en 1895.
La universidad recibió el nombre de «Universidad de Budapest» en 1921, fecha en la que también fue renombrada como «Universidad Pázmány Péter». La sección de Ciencias se inauguró en 1949. Finalmente la universidad fue renombrada por última vez, al nombre actual de «Universidad Eötvös Loránd», en 1950.
En 2008, la universidad cuenta con ocho facultades y más de 30 000 estudiantes. De acuerdo con la Clasificación Académica de Universidades de la Universidad de Shanghái Jiao Tong 2005, es la segunda mejor universidad de Hungría, después de la Universidad de Szeged.

## Facultades
Las ocho facultades actuales son las siguientes:
- Facultad de Derecho

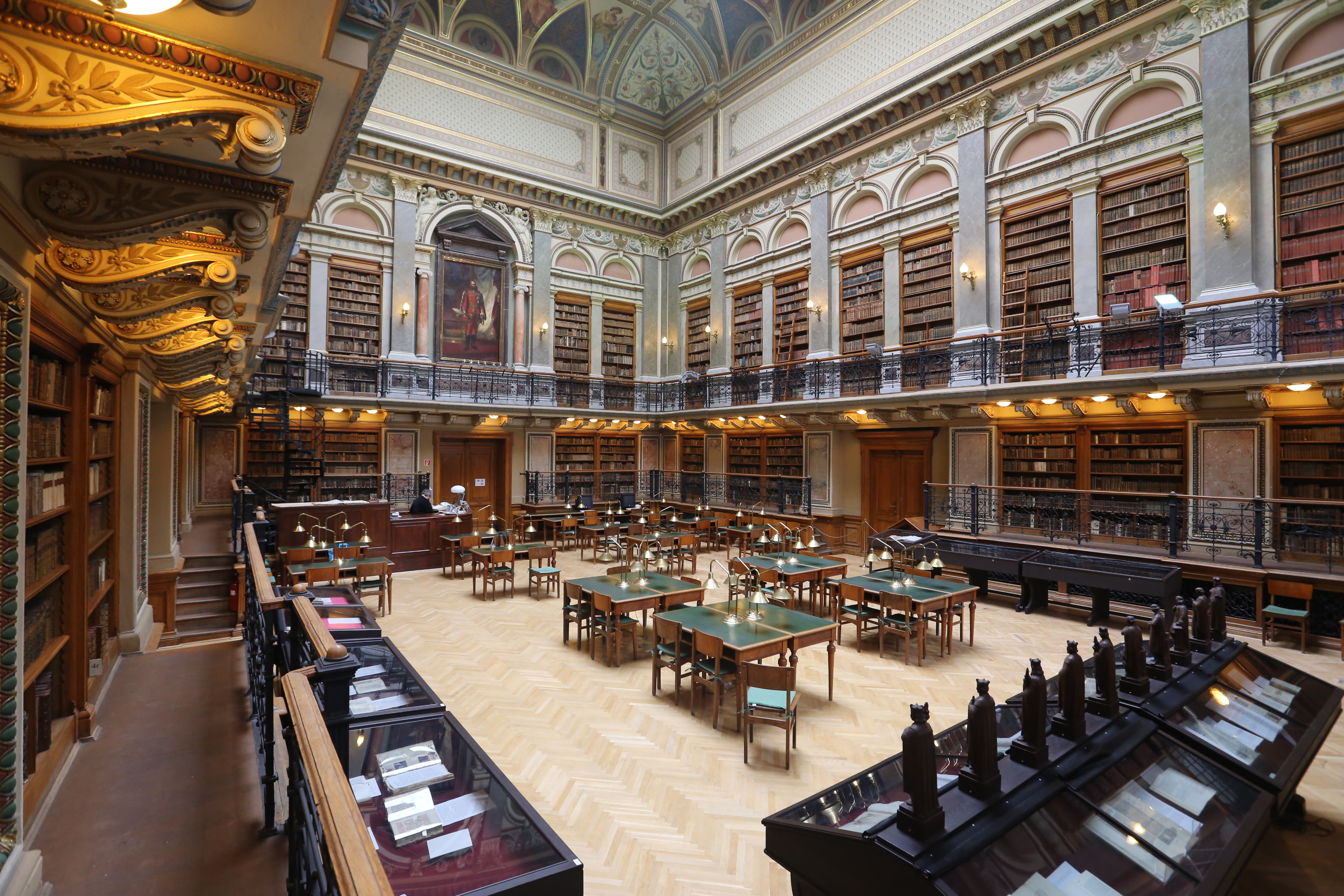
Biblioteca de la Universidad

- Facultad Bárczi Gusztáv de Educación Especial
- Facultad de Humanidades
- Facultad de Informática
- Facultad de Educación y Psicología
- Facultad de Formación de Profesores de Educación Elemental e Infantil
- Facultad de Ciencias Sociales
- Facultad de Ciencias